# Willy Achsel
Willy Amandus Ernst Achsel (* 25. Juli 1884 in Berlin, Deutsches Reich; † 7. September 1955 in Berlin) war ein deutscher Filmregisseur, Drehbuchschreiber,  Filmproduzent und Schauspieler.

## Leben
Willy Achsel ging zuerst auf ein Realgymnasium, um danach Hochbau an der Berliner Baugewerkschule zu studieren. Schon während seines Studiums lernte er Otto Brahm und das Deutsche Theater Berlin kennen, war aber zunächst in einer Bauwerkschule tätig. Zum Film kam er 1914, fand sich dann Juni 1915 bis Kriegsende als Soldat wieder. Ende 1919 bis Anfang 1921 wurde er künstlerischer Leiter der Fery-Film G.m.b.H. in Hannover und inszenierte einige Spielfilme. Bis 1927 stand Achsel dann vor allem für Kulturfilme in Diensten der UFA, im selben Jahr gründete er seine eigene Produktionsfirma, die W. Achsel & Co. Filmproduktion, mit der er Werbe-, Kultur- und kurze Spielfilme realisierte. Er trat im März 1933 der NSBO bei.

## Filmografie
- 1919: Kaiser Wilhelms Glück und Ende
- 1919: Melodie des Herzens
- 1920: Feindliches Blut
- 1920: Jugend
- 1920: Der ewige Mönch im Banne der Musik
- 1920: Sie und Ihr Männe
- 1921: Die preisgekrönte Spielratte
- 1921: Flachsmann als Erzieher
- 1922: Ihr Kammerdiener
- 1923: Der Schwiegersohn mit den dicken Kartoffeln. Eine ländliche Begebenheit
- 1924: Wein, Weib, Gesang
- 1925: Der behexte Neptun. Paulchen als Sportsmann
- 1926: Mit dem Auto ins Morgenland
- 1927: Der Pflanzendoktor (Darsteller, Regie)
- 1927: Natur und Liebe
- 1933: Eine ideale Wohnung
- 1933: Seekabelverlegung im Zürichsee
- 1933: Kabel-Fabrikation, Starkstrom Kabel
- 1934: Alte Kameraden
- 1934: 10 000 Kilometer deutsche Fernkabel
- 1936: Der Pflanzendoktor
- 1937: Ein kleiner Reinfall
- 1937: Die Nichte aus USA
- 1937: Ruhe ist die erste Bürgerpflicht
- 1937: Es wird nichts so heiß gegessen
- 1950: Der Unentbehrliche